# 我們最幸福：北韓人民的真實生活
《我們最幸福：北韓人民的真實生活》（又译《无可羡慕：朝鲜人的普通生活》）是《洛杉磯時報》記者芭芭拉·德米克（Barbara Demick）訪問6位來自朝鲜清津市的脫北者後，於2009年出版的半小說形式報導文學書籍。

## 書名由來
本書的標題取自1961年創作的一首北韓童謠《世上無所羨慕》（세상에 부럼 없어라）。黃煜文翻譯、麥田出版發行的中文版根據英文譯名（Nothing to Envy）輾轉意譯成《我們最幸福》，與歌名原意有所偏離。

## 內容
德米克曾訪談超過100位脫北者，最後把內容聚焦在清津市，因為作者打算描述朝鲜首都平壤以外地區。書中事件包含了朝鲜饥荒。最後一個章節則是描述角色到達首爾之後的生活，以及朝鲜2009年貨幣改革的影響。

### 書中角色
本書描述的六位脫北者（均為化名）：
- 宋太太：一位起初對北韓勞動黨忠心耿耿的家庭主婦，曾擔任人民班班長。但隨著大飢荒的發生，丈夫和兒子因此相繼去世，對未來失望之餘又受到本來就對北韓體制觀感不好且敢言的小女兒玉熙影響，最後踏上脫北的道路[8]。
- 玉熙：宋太太的女兒，從小就對北韓的共產體制嗤之以鼻且敢怒敢言，長期與丈夫爭吵不合。在一次爭執被打之後，穿著睡衣從家裡後門逃出，拋下丈夫與兒女，輾轉渡河逃往中國，後又前往南韓，並成功把媽媽和兩位姐姐以及女兒接到南韓。
- 美蘭：一位南韓戰俘的女兒，因此在朝鲜「出身不佳」[9]，難以提升社會地位，雖然憑著自身努力，在清津師範學院畢業並如願成為老師，但隨著北韓經濟的崩壞與飢荒的發生，還是過著朝不保夕的日子，最後因父親的遺言而在沒有告知男友俊相的情況下，與媽媽、姐姐和弟弟離開北韓。在脫北之後由於獲得南韓親戚提供幫助，因此生活起步得較大部分脫北者順利。她後來和南韓軍方民間僱員結婚，現居江南區，生有一子一女。
- 俊相：日本朝鲜族後代，朝鲜的大學生。是美蘭在朝鲜時的男朋友。由於北韓壓抑的氛圍，始終沒有向美蘭談論對於政治的看法和感受，對於美蘭的不告而別非常受傷，五年後也成為脫北者並在韓國與美蘭重新取得聯繫，可惜美蘭已經另嫁他人。後來成功取得大學學位，經營一間麻料西裝店，並和一名脫北者結婚。
- 金赫：被父親送到孤兒院的孤兒。
- 金醫生：在中國有親戚的朝鲜醫生，原先為栽培自己成為醫生的國家懷有感激之情，直到剛抵達中國的一間農舍中，看到地上狗碗內的食物居然比北韓人吃的還要好時，才恍然大悟。後在南韓成為醫生，並把兒子接到南韓。

## 獲獎
本書於2010年獲得塞繆爾·約翰遜獎、2010年美國國家圖書獎题名、2010年美国国家书评人协会奖题名。